# Яковлев, Пётр Афанасьевич
Пётр Афана́сьевич Я́ковлев (8 сентября 1925 — 18 октября 1944) — красноармеец Рабоче-крестьянской Красной армии, Герой Советского Союза (1945, посмертно), участник Великой Отечественной войны в должности командира пулемётного расчёта 449-го Каунасского стрелкового полка 144-й стрелковой дивизии 5-й армии 3-го Белорусского фронта.

## Биография
Родился 8 сентября 1925 года в деревне Титовка ныне Шумячского района Смоленской области в семье крестьянина. Русский. В 1939 году его семья переселилась в деревню Селюты. Здесь в 1941 году Петр Яковлев окончил 8 классов средней школы. В период гитлеровской оккупации Смоленщины Яковлева угоняли на каторжные работы в Германию, но по дороге он бежал и ушёл к партизанам. После освобождения района, в сентябре 1943 года, Пётр был призван в Красную армию.
На фронте с октября 1943 года. В составе 449-го стрелкового полка участвовал в освобождении Белоруссии и Литвы.
Летом 1944 года стрелковый полк, где наводчиком станкового пулемёта служил Яковлев, прорвав оборону противника в районе города Витебска, с боями продвигался вперёд. На окраине станции Богушевск гитлеровцы оказали упорное сопротивление. Под ураганным огнём противника наша пехота залегла. Комсомолец Пётр Яковлев первым поднялся в атаку и ворвался на станцию. Быстро установил пулемёт и огнём расчистил дорогу наступавшим подразделениям. Приказом командира полка был награждён медалью «За отвагу».
В числе первых Пётр Яковлев переправился на западный берег Березины. Особенно отличился он в боях за столицу Литовской ССР город Вильнюс. Подразделение гитлеровцев, попавшее в окружение в одном из городских кварталов, всеми силами стремилось вырваться из кольца. Пётр установил свой пулемёт на перекрестке улиц и метким огнём разил перебегавших фашистов. С помощью двух автоматчиков он отбил несколько контратак, уничтожив большое количество вражеских солдат и офицеров. За мужество, проявленное при освобождении Вильнюса, Петра Яковлева наградили орденом Красной Звезды.
Героический поступок пулемётчик Яковлев совершил при форсировании реки Неман. 25 июля 1944 года в районе населённого пункта Румшишки (южнее города Каунас, Литва) вражеские пулемётчики с противоположного берега яростно обстреливали переправу. Их огонь был так плотен, что нескольким лодкам, уже отчалившим от берега, пришлось вернуться. Яковлев первым в полку на лодке переправился через реку. Установив пулемёт, он несколькими очередями подавил 2 огневые точки противника, что облегчило переправу остальных подразделений полка. На позицию пулемётчиков гитлеровцы предприняли несколько контратак. Последнюю атаку советские бойцы отбили гранатами. В пулемёте Яковлева осталась последняя лента, а сам он был ранен. Более 80 солдат и офицеров уничтожил он в этом бою.
Наступление продолжалось. 18 октября 1944 года при прорыве вражеских укреплений у города Кибартай (Литва) Яковлев погиб.
Указом Президиума Верховного Совета СССР от 24 марта 1945 года за образцовое выполнение боевых заданий командования на фронте борьбы с немецко-фашистским захватчиками и проявленные при этом мужество и героизм красноармейцу Яковлеву Петру Афанасьевичу посмертно присвоено звание Героя Советского Союза.

## Награды
- Медаль «Золотая Звезда» Героя Советского Союза;
- орден Ленина;
- орден Красной Звезды;
- медаль «За отвагу».

## Память
- Похоронен в городе Кибартае (Литва).
- В деревне Петровичи (Смоленская область), где учился Герой, установлена мемориальная доска.